# Alaswangi
Alaswangi is een bestuurslaag in het regentschap Pandeglang van de provincie Banten, Indonesië. Alaswangi telt 2767 inwoners (volkstelling 2010).